# Tom Blomqvist
Tom Leonard Blomqvist (Cambridge, 30 de novembro de 1993) é um automobilista britânico. Ele é filho do campeão sueco de Rali de 1984, Stig Blomqvist, e correu sob uma licença de corrida sueca até março de 2010.

## Carreira

### Fórmula E
Blomqvist estreou na Fórmula E no ePrix de Marraquexe de 2018, substituindo Kamui Kobayashi na MS&AD Andretti Formula E.
 Porém, após disputar oito corridas, ele foi substituído por Stéphane Sarrazin. Em 30 de julho de 2020, a equipe Panasonic Jaguar Racing anunciou a contratação de Blomqvist como substituto de James Calado para a disputa das duas últimas corridas da temporada de 2019–20 que foram realizadas em Berlim.
Em 24 de novembro de 2020, foi anunciado a contratação de Blomqvist pela equipe NIO 333 FE Team para a disputa da temporada de 2020–21.
Para a temporada de 2021–22, Blomqvist optou por deixar a NIO 333 e ingressou na equipe Envision Racing como piloto reserva.

### Indycar
Após ser campeão da IMSA, Blomqvist testou carro da Meyer Shank Racing em Sebring visando vaga para a temporada de 2024.